# Wirusologia
Wirusologia, wirologia – nauka o wirusach, wiroidach i prionach; dział mikrobiologii. 
Wirusologia bada ich systematykę, budowę, właściwości antygenowymi i chorobotwórcze. Opracowuje też metody izolacji, oczyszczania, namnażania i zwalczania wirusów. W celach badawczych korzysta się z mikroskopu elektronowego.

## Historia badań
- 1892 – Dmitrij Iwanowski odkrył, że chorobę mozaikową tytoniu i ziemniaka wywołują zarazki przesiąkające przez filtry bakteryjne.
- 1910 – Peyton Rous stwierdził, że wirusy wywołują u zwierząt objawy rakotwórcze.
- 1917 – Félix Hubert d'Herelle odkrył wirusy niszczące bakterie tzw. bakteriofagi.
- 1931 – Ernst Ruska skonstruował pierwszy mikroskop elektronowy[3].
- 1935 – Wendell Meredith Stanley doprowadził do postaci krystalicznej wirusa mozaiki tytoniowej.
- 1949 – Alfred Day Hershey odkrył u bakteriofagów rekombinację.
- 1952 – Alfred Day Hershey i Martha Chase udowodnili na przykładzie bakteriofagów, że DNA jest podstawowym nośnikiem informacji genetycznej.